# Parangcho

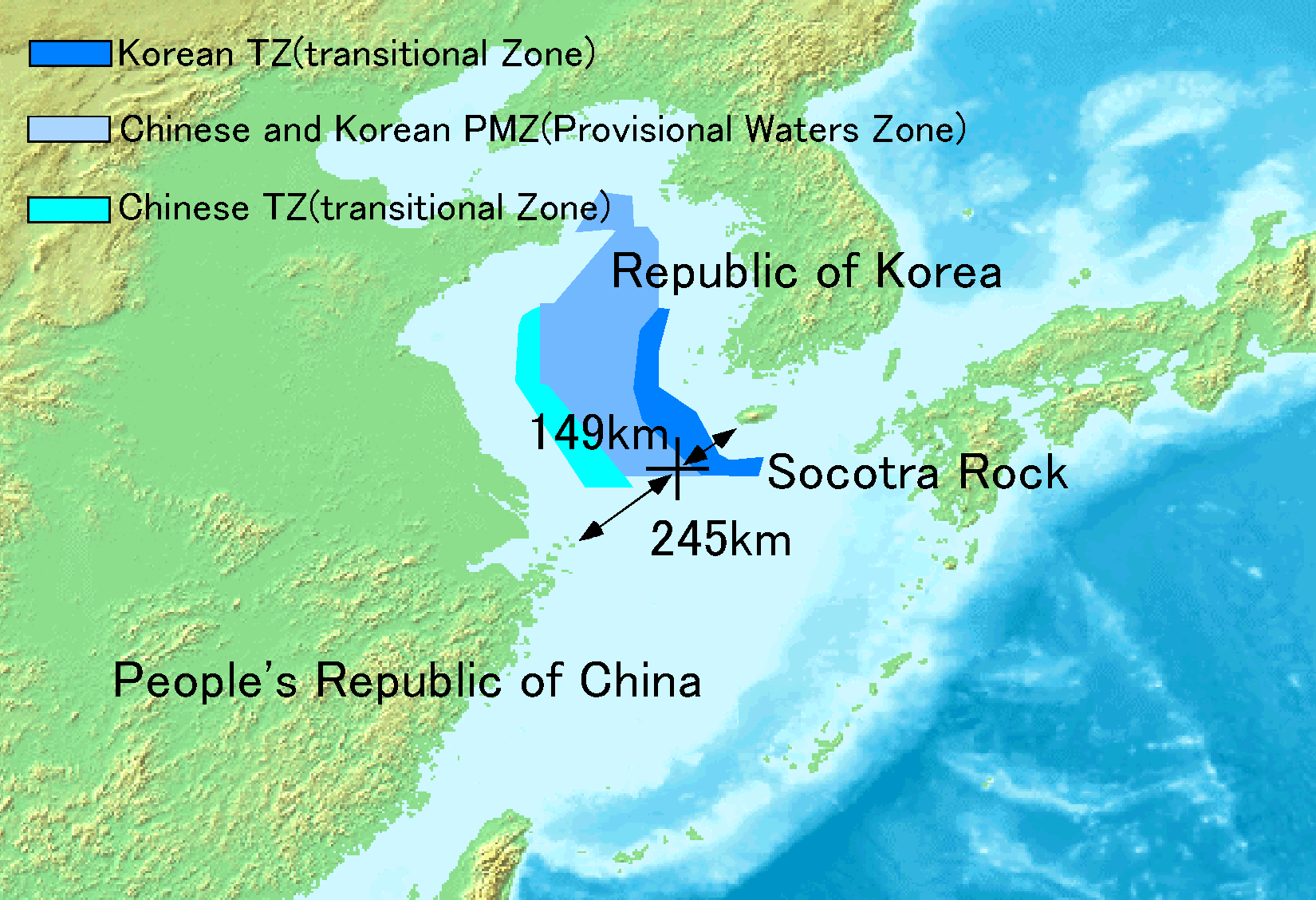
Carte de la mer de Chine avec le rocher de Socotra

Parangcho (파랑초/波浪礁), également connu sous le nom de Dingyan Jiao (丁岩礁) est un récif sous-marin disputé situé en mer de Chine orientale à 4,5 km du rocher de Socotra.
Le récif a été nommé Dingyan Jiao par la Chine en 1999 et Parangcho par la Corée du Sud le 29 décembre 2006. Le ministère des Océans et de la Pêche de Corée du Sud a déclaré qu'il chercherait à enregistrer le nom du récif auprès d'organisations mondiales et pour la cartographie.
Le récif se trouve de 24,6 à 27,2 mètres de profondeur et mesure 372 mètres de long pour 169 mètres de large couvrant une superficie de 52 800 m2.